# Pamah Salak
Pamah Salak is een bestuurslaag in het regentschap Lahat van de provincie Zuid-Sumatra, Indonesië. Pamah Salak telt 785 inwoners (volkstelling 2010).